# 睦浜村
睦浜村（むつはまむら）は静岡県の西部、小笠郡に属していた村。現在の掛川市南東部、菊川河口左岸域にあたる。

## 地理
- 河川：菊川

## 歴史
- 1942年（昭和17年）6月1日 - 三浜村・三俣村が合併して発足。
- 1955年（昭和30年）4月19日 - 大坂村と合併し、改めて大坂村が発足。同日睦浜村廃止。

## 村内の大字
1949年（昭和24年）に発行された『全國市町村便攬』6版によれば、村内の大字は以下の通りである。
- 浜川新田[1]
- 浜野[1]
- 浜野新田[1]
- 三俣[1]

## 交通

### 鉄道路線
- 静岡鉄道
  - 駿遠線
    - 新三俣駅

### 道路
- 国道150号